# Juda Tadeáš
Svatý Juda Tadeáš byl posledním ze dvanácti apoštolů Ježíše Krista. V seznamech apoštolů je vždy uváděn (srov. Mt 10,4; Mk 3,18; Lk 6,15; Sk 1,13). Zprávy, které o něm máme, nejsou početné, s výjimkou listu Judova, který je mu připisován a který je součástí novozákonního kánonu.

## Tradice
Tradice spojuje dvě různá jména: Zatímco jej totiž Matouš a Marek nazývají jednoduše "Tadeáš" (u Matouše s příjmením "Lebeus") (Mt 10,3; Mk 3,18), Lukáš ho označuje jménem "Juda Jakubův" (Lk 6,16; Sk 1,13). Přízvisko Tadeáš je nejistého původu a bývá považováno buď za odvozeninu aramejského "tadda'", což znamená "hruď", a překládalo by se tedy jako "velkodušný", anebo za zkratku řeckého jména "Thedor, Theodotus".
Podle tradice byl Juda Tadeáš synem Alfea (Kleofáše) a jeho manželky Marie (Marie Kleofášova), která byla příbuznou Panny Marie. Jeho bratrem byl apoštol Jakub Mladší.

## Písmo svaté
Jan ve svém evangeliu zaznamenává jeho jedinou otázku, s níž se obrátil na Ježíše během Poslední večeře: "Pane, jak to, že se chceš dát poznat nám, a světu ne?" Ježíšova odpověď je hluboká a tajemná: "Kdo mě miluje, bude zachovávat mé slovo a můj Otec ho bude milovat; přijdeme k němu a učiníme si u něho příbytek." (srov. J 14,22-23)
Judovi Tadeášovi bylo v minulosti připsáno autorství jednoho z listů Nového Zákona, jež bývají nazývány "katolické". To znamená, že není adresován určité místní církvi, ale širokému okruhu příjemců. List byl podle tradice napsán kolem roku 65.

## Evangelizace
Podle starobylého podání (u Pseudo - Abdia) působil společně s apoštolem Šimonem Horlivcem 13 let v Arménii a v Persii, kde nakonec oba spolu podstoupili mučednickou smrt. Byli oba zavražděni mágy. Svatý Juda byl usmrcen kyjem nebo sekerou.
Od působení Judy Tadeáše a Bartoloměje odvozuje svůj vznik Arménská apoštolská církev.

## Atributy a zobrazování
V nejstarších raně křesťanských vyobrazeních je Juda Tadeáš zpodoben v dlouhém rouchu (tunice) a v ruce drží knihu nebo svitek. V raném novověku mívá kratší oděv venkovana, tvář s plnovousem, a v pravé ruce drží kyj nebo sekeru (halapartnu). Dále držívá v ruce ikonu - štít či desku s vyobrazením Kristovy hlavy, tzv. mandylion. Ten podle legendy přinesl králi Abgarovi z Edessy. Podle Církevní historie Eusebia z Cesareje však desku opatřil jiný Tadeáš, jeden ze 72 Kristových žáků. Na skupinových vyobrazeních všech apoštolů Juda Tadeáš zaujímá téměř vždy skromné místo v pozadí.

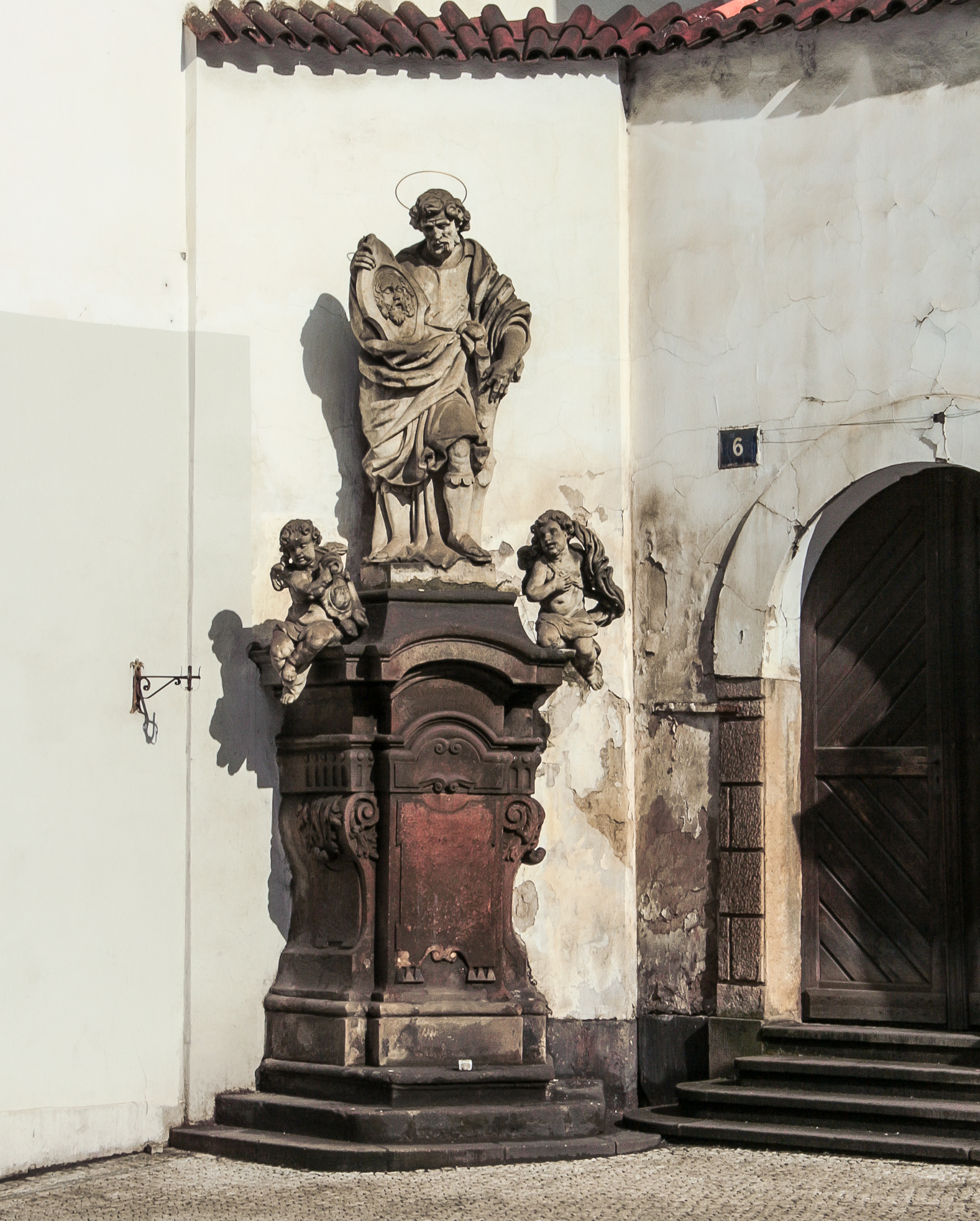
Barokní socha svatého Judy Tadeáše před klášterem trinitářů u kostela sv. Trojice na Novém Městě v Praze.

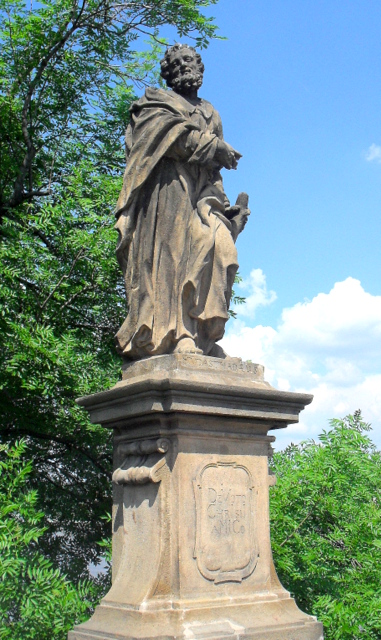
Praha, sousoší svatého Judy Tadeáše na Karlově mostě

## Patrocinium
Společné zasvěcení apoštolů sv. Šimona a sv. Judy Tadeáše nesly oltáře od pozdního středověku. Nejstarší český kostel jim byl zasvěcen v Praze Na Františku při špitálu řádu milosrdných bratří již v letech 1618-1620.
V 18. a v 19. století byly na přímluvu Judy Tadeáše mnohokrát vyslyšeny prosby trpících a od té doby mnoho věřících začalo vidět v tomto apoštolovi zvláštního ochránce v beznadějných případech nemocí a životní nouze.
Jeho sochy stávají před vchodem do kostela nebo místo postranního oltáře, Juda bývá vzýván jako přímluvce zázračného uzdravení nemocných, například v řádových kostelech a špitálech kapucínů nebo Milosrdných bratří. V Praze je to barokní socha před vchodem do bývalého řádového kostela novoměstských kapucínů u sv. Josefa na Náměstí republiky.

## Ostatky
Ostatky Judy Tadeáše byly rozděleny. Podstatná část je uchovávána ve Svatopetrské bazilice v Římě. Další ostatky jsou ve věžovém relikviáři v pokladnici dómu v Kolíně nad Rýnem. Téměř tisíc let nenesl žádný evropský katolický kostel Judovo jméno, oltáře však jsou časté od 14. století.
Svátek sv. Judy Tadeáše je ve východní církvi slaven 19. června, na západě spolu se svatým Šimonem Horlivcem se slaví jejich společný svátek 28. října.

### Související články

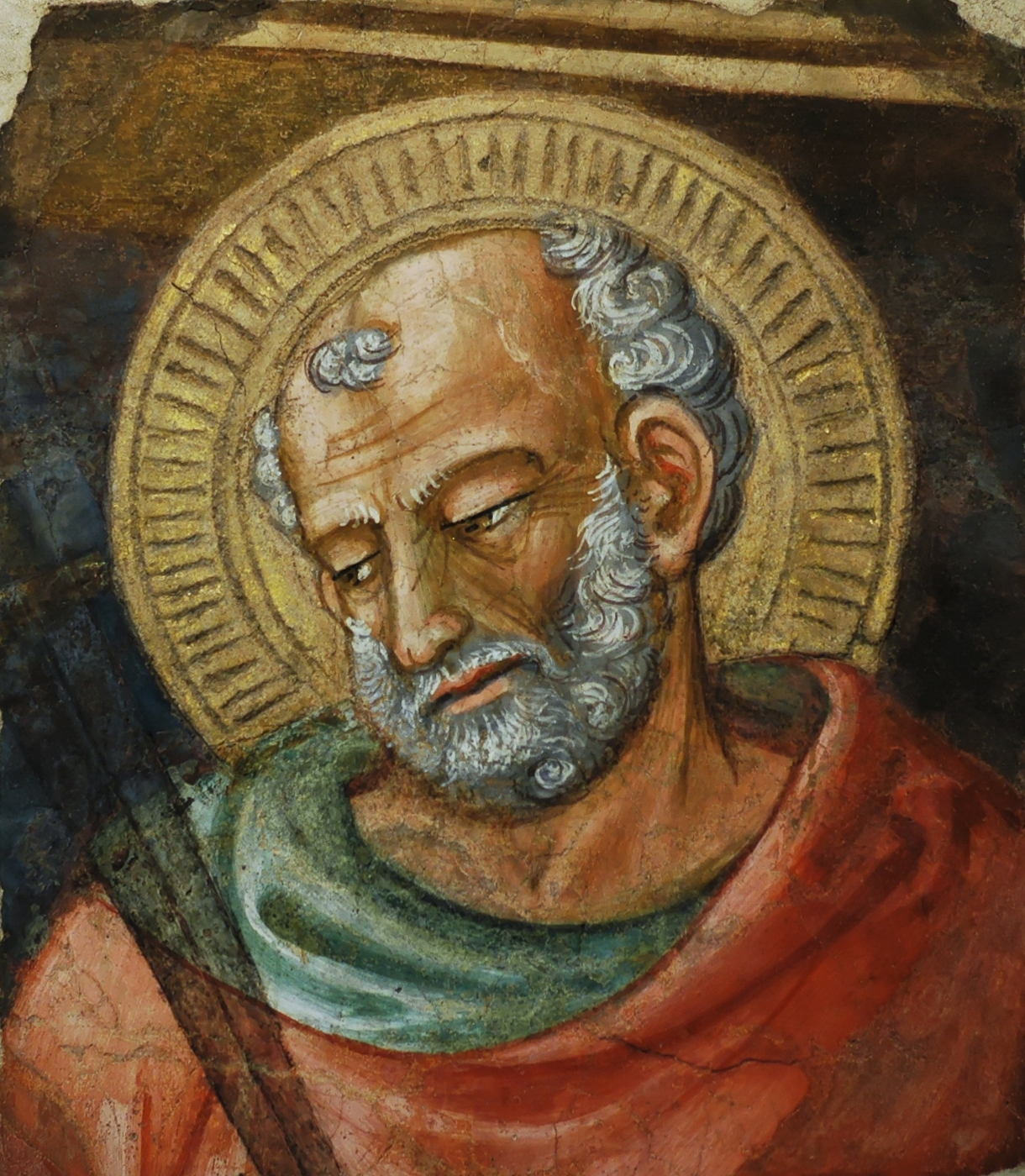
Freska sv. Judy Tadeáše ve Florencii